# Oxyethira plumosa
Oxyethira plumosa är en nattsländeart som först beskrevs av Wells 1981.  Oxyethira plumosa ingår i släktet Oxyethira och familjen smånattsländor. Inga underarter finns listade i Catalogue of Life.